# Sin Joon-sik
Sin Joon-sik, född den 13 januari 1980, är en sydkoreansk taekwondoutövare.
Han tog OS-silver i fjäderviktsklassen i samband med de olympiska taekwondo-turneringarna 2000 i Sydney.